# Carmichaelia corrugata
Carmichaelia corrugata là một loài thực vật có hoa trong họ Đậu. Loài này được Colenso miêu tả khoa học đầu tiên.